# Богарне землеробство

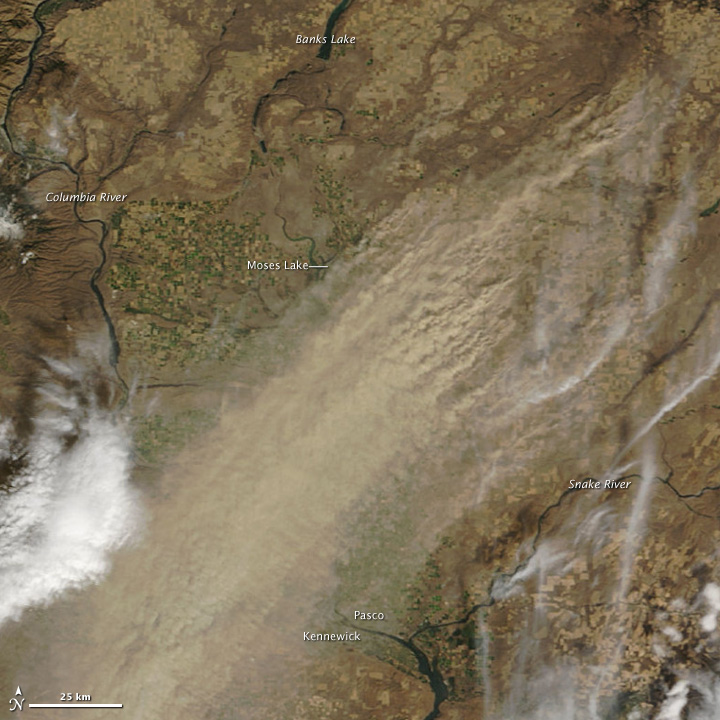
Богарне землеробство спричинює пилові бурі, східна частина штату Вашингтон, США

Бога́рне рільництво, богар (перс. بهار, бахар — «весна») — вид рільництва, при якому оброблювані землі («богару») не поливають, а чекають дощів. Якщо дощі не йдуть, або йдуть у недостатній кількості, то врожаї будуть у незначній кількості, або взагалі випадуть. Врожайність залежить головним чином від кількості та часу випадання опадів, температури повітря та інших умов, тому на богарі вирощують посухостійкі зернові, кормові та баштанні культури. Посіви живляться також ґрунтовою вологою, що приноситься внутрішньоґрунтовим стоком з гір. Використовують спеціальні агромеліоративні заходи щодо збереження весняної вологи.

## Значення
Богарне землеробство має велике економічне значення, тому що дозволяє використовувати незручні для зрошення ділянки. Площа богарних полів («ляльми») постійно змінюється в залежності від кількості весняних опадів. Поширене головним чином у передгір'ях і на околицях оаз Афганістану, Ірану, Китаю, Індії, Пакистану, Судану, Туреччини, Середньої Азії, на півдні Казахстану, в Закавказзі.
У Ходжентській області на початку XX століття близько третини всіх посівів засівались яровими хлібами під дощ, а в інших місцевостях Самаркандської області від ¼ до ½.